# Tachicuno
Tachicuno är en ort i Mexiko.   Den ligger i kommunen San Pedro Pochutla och delstaten Oaxaca, i den sydöstra delen av landet, 500 km sydost om huvudstaden Mexico City. Tachicuno ligger 194 meter över havet och antalet invånare är 297.
Terrängen runt Tachicuno är kuperad norrut, men söderut är den platt. Runt Tachicuno är det ganska tätbefolkat, med 86 invånare per kvadratkilometer. Närmaste större samhälle är San Pedro Pochutla, 5,4 km söder om Tachicuno. Omgivningarna runt Tachicuno är en mosaik av jordbruksmark och naturlig växtlighet.